# 4175 Billbaum
Billbaum (asteroide 4175) é um asteroide da cintura principal, a 2,1922161 UA. Possui uma excentricidade de 0,1837715 e um período orbital de 1 607,67 dias (4,4 anos).
Billbaum tem uma velocidade orbital média de 18,17426925 km/s e uma inclinação de 13,56545º.
Este asteroide foi descoberto em 15 de Abril de 1985 por Edward Bowell.